# 野球コロンビア代表
野球コロンビア代表（やきゅうコロンビアだいひょう）は、コロンビアにおける野球のナショナルチームである。

## 歴史
トッププロが参加しないワールドカップで、優勝、準優勝、3位入賞をそれぞれ2回ずつ経験している。
第1回WBCのキューバ代表の参加問題で、キューバが参加できなかった場合の代わりの出場国候補としてニカラグアとともに挙げられた。
2006年の北京五輪米大陸予選では、南米地区予選を突破するものの、2次リーグで敗退した。
第3回WBCの予選に出場したが、予選敗退した。
第4回WBCでは予選3組に出場し、決勝で開催国パナマを下し本戦初出場を決めた。1次ラウンドではカナダ戦で本大会初勝利を記録したが、2次ラウンドには進出できなかった。

## 国際大会

### ワールド・ベースボール・クラシック
| 回 | 年   | 開催地                                                                       | 順位            |
| -- | ---- | ---------------------------------------------------------------------------- | --------------- |
| 1  | 2006 | アメリカ合衆国の旗 · 日本の旗 · プエルトリコの旗                             | 不参加          |
| 2  | 2009 | アメリカ合衆国の旗 · 日本の旗 · プエルトリコの旗 · メキシコの旗 · カナダの旗 | 不参加          |
| 3  | 2013 | アメリカ合衆国の旗 · 日本の旗 · プエルトリコの旗 · 中華民国の旗              | 予選敗退        |
| 4  | 2017 | アメリカ合衆国の旗 · 日本の旗 · 大韓民国の旗 · メキシコの旗                  | 1次ラウンド敗退 |
| 5  | 2023 | アメリカ合衆国の旗 · 日本の旗 · 中華民国の旗                                 | 1次ラウンド敗退 |
| 6  | 2026 | アメリカ合衆国の旗 · 日本の旗 · プエルトリコの旗                             | 出場権獲得      |

### オリンピック
| 回 | 年   | 開催地       | 順位     |
| -- | ---- | ------------ | -------- |
| 26 | 1992 | バルセロナ   | 予選敗退 |
| 27 | 1996 | アトランタ   | 予選敗退 |
| 28 | 2000 | シドニー     | 予選敗退 |
| 29 | 2004 | アテネ       | 予選敗退 |
| 30 | 2008 | 北京         | 予選敗退 |
| 33 | 2021 | 東京         | 予選敗退 |
| 35 | 2028 | ロサンゼルス |          |

### WBSCプレミア12
| 回 | 年   | 開催地                                                | 順位         |
| -- | ---- | ----------------------------------------------------- | ------------ |
| 1  | 2015 | 日本の旗 · 中華民国の旗                               | 参加資格無し |
| 2  | 2019 | 日本の旗 · 中華民国の旗 · 大韓民国の旗 · メキシコの旗 | 参加資格無し |
| 3  | 2024 | 日本の旗 · 中華民国の旗 · メキシコの旗                | 参加資格無し |
| 4  | 2027 |                                                       |              |

### インターコンチネンタルカップ
- 出場なし

### ワールドカップ
- 1945年　- 準優勝
- 1947年　- 優勝
- 1948年　- 3位
- 1965年　- 優勝
- 1971年　- 準優勝
- 1974年　- 3位

## 代表選手
- 2013 ワールド・ベースボール・クラシック・コロンビア代表
- 2017 ワールド・ベースボール・クラシック・コロンビア代表
- 2023 ワールド・ベースボール・クラシック・コロンビア代表